# Randudongkal (plaats)
Randudongkal is een bestuurslaag in het regentschap Pemalang van de provincie Midden-Java, Indonesië. Randudongkal telt 19.949 inwoners (volkstelling 2010).